# File (Unix)
Pour les articles homonymes, voir File.
file est une commande UNIX qui permet essentiellement de déterminer le type MIME d'un fichier en explorant son contenu. 
file affiche éventuellement d'autres informations comme les dimensions pour une image ou les codecs.

## Usage
Sans options, file fournit, pour chaque fichier valide passé en paramètre, un descriptif plus détaillé et plus lisible par l'utilisateur.
Exemples
```
$>
 
file
 
apropos.1.gz
 
64x64x32.png
 
le_voyage_dans_la_lune.mp4
apropos.1.gz:
 
gzip
 
compressed
 
data,
 
from
 
Unix,
 
max
 
compression
64x64x32.png:
 
PNG
 
image,
 
64
 
x
 
64
,
 
8
-bit/color
 
RGBA,
 
non-interlaced
le_voyage_dans_la_lune.mp4:
 
ISO
 
Media,
 
MPEG
 
v4
 
system,
 
version
 
1

```

Les options -i -b, affichent le type MIME complet (incluant le codage des caractères ((en) charset)
Exemples
```
$>
 
file
 
-ib
 
/
inode/directory
;
 
charset
=
binary
$>
 
file
 
-ib
 
Makefile
text/plain
;
 
charset
=
utf-8
$>
 
file
 
-ib
 
index.html
text/html
;
 
charset
=
us-ascii

```

Quelques autres options
```
$>
 
file
 
X.png
X.png:
 
PNG
 
image
 
data,
 
32
 
x
 
32
,
 
8
-bit/color
 
RGBA,
 
non-interlaced
$>
 
file
 
-i
 
X.png
X.png:
 
image/png
;
 
charset
=
binary
$>
 
file
 
-b
 
--mime-encoding
 
X.png
binary
$>
 
file
 
-b
 
--mime-type
 
X.png
image/png
$>
 
file
 
-F
" ->"
 
--mime-encoding
 
X.png
X.png
 
->
 
image/png
;
 
charset
=
binary

```

## Fonctionnement
Dans la plupart des implémentations, cette commande emploie une base de données (appelée magic) qui recense les types et le moyen de les détecter.
```
$>
 
file
 
--version
file-5.38
magic
 
file
 
from
 
/etc/magic:/usr/share/misc/magic

```